# Ernst Hahnrieder
Ernst August Hahnrieder (* 25. August 1811 auf Gut Ossa bei Nikolaiken, Kreis Sensburg, Ostpreußen; † 30. April 1895 in Meseritz, Kreisstadt in der Provinz Posen) war ein deutscher Lehrer.

## Leben
Hahnrieders Vater war Gutsbesitzer in Masuren und Mitglied der Preußischen Nationalversammlung. Ernst Hahnrieder besuchte die Stadtschule zu Rhein bei Sensburg und das Gymnasium in Rastenburg. Nach dem Abitur studierte er Mathematik und Naturwissenschaften an der Albertus-Universität Königsberg. Im Sommersemester 1832 wurde er Mitglied des Corps Masovia. Nach dem Examen war er Hauslehrer bei Goldap. 1838 bestand er in Königsberg (Preußen) die Prüfung Pro facultate docendi. Nach dem Probejahr am Gymnasium Rastenburg ging er nach Königsberg und war Hilfslehrer an der höheren Bürgerschule und am Altstädtischen Gymnasium. Ostern 1843 wechselte er zur Realschule in Meseritz, die 1868 zum Gymnasium wurde. Hahnrieder wurde Oberlehrer und Gymnasialprofessor. Nach 50-jähriger Dienstzeit wurde er 1888 pensioniert.

## Publikationen
- Bestimmung der absoluten Intensität der magnetischen Erdkraft. Meseritz 1844.
- Anleitung zum Lösen planimetrischer Aufgaben. Meseritz 1854.
- Über die Verbindung elektromotorischer Elemente zu einer Batterie. Meseritz 1873.
- Bestimmung des richtigen Verhältnisses von Beitrag und Aussteuer bei Sterbekassen. Meseritz 1885.